# 顕径駅
顕径駅（けんけいえき）は香港新界沙田区にある香港鉄路（香港MTR）屯馬線の駅である。

## 駅構造

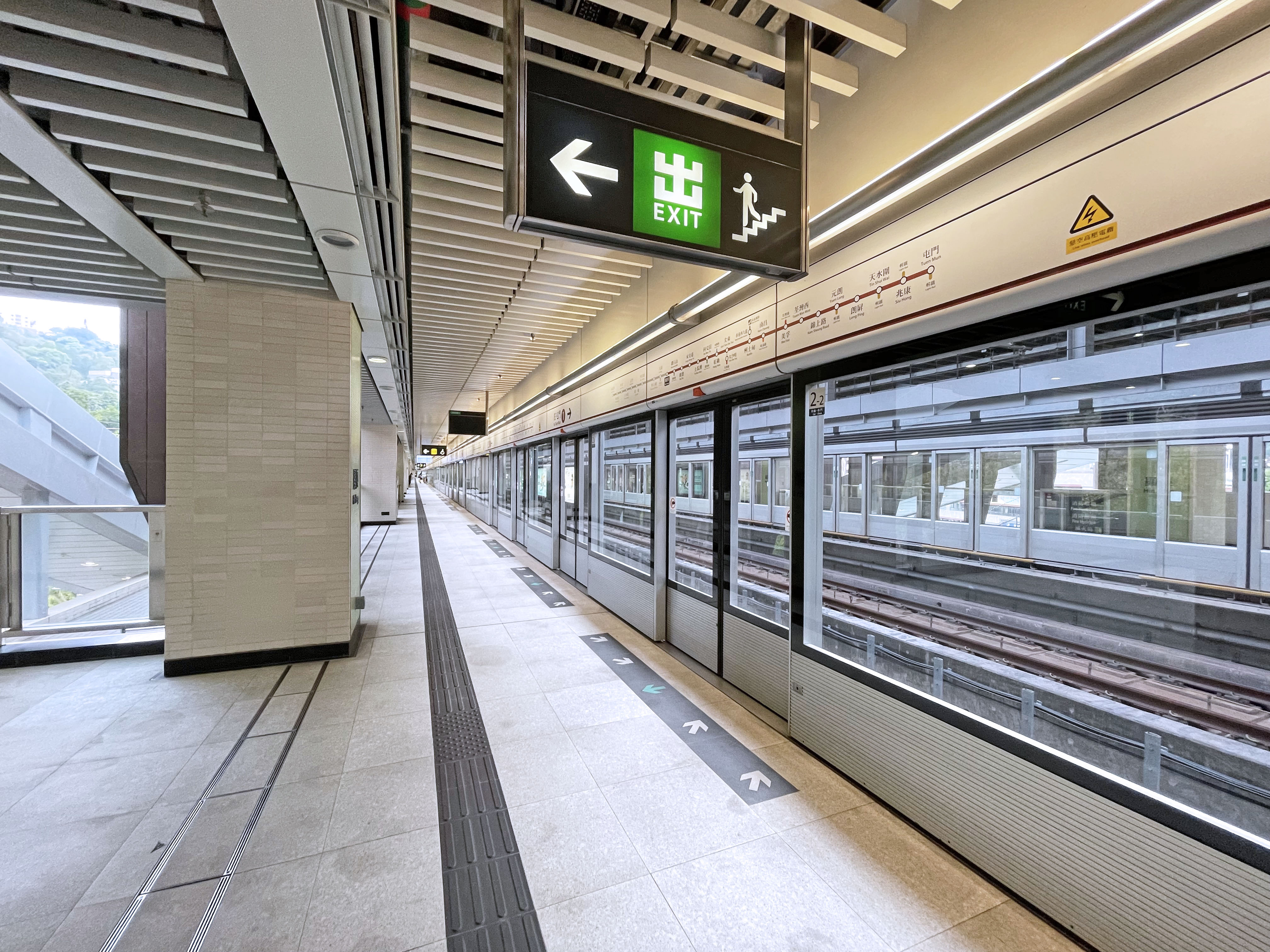
1番ホーム

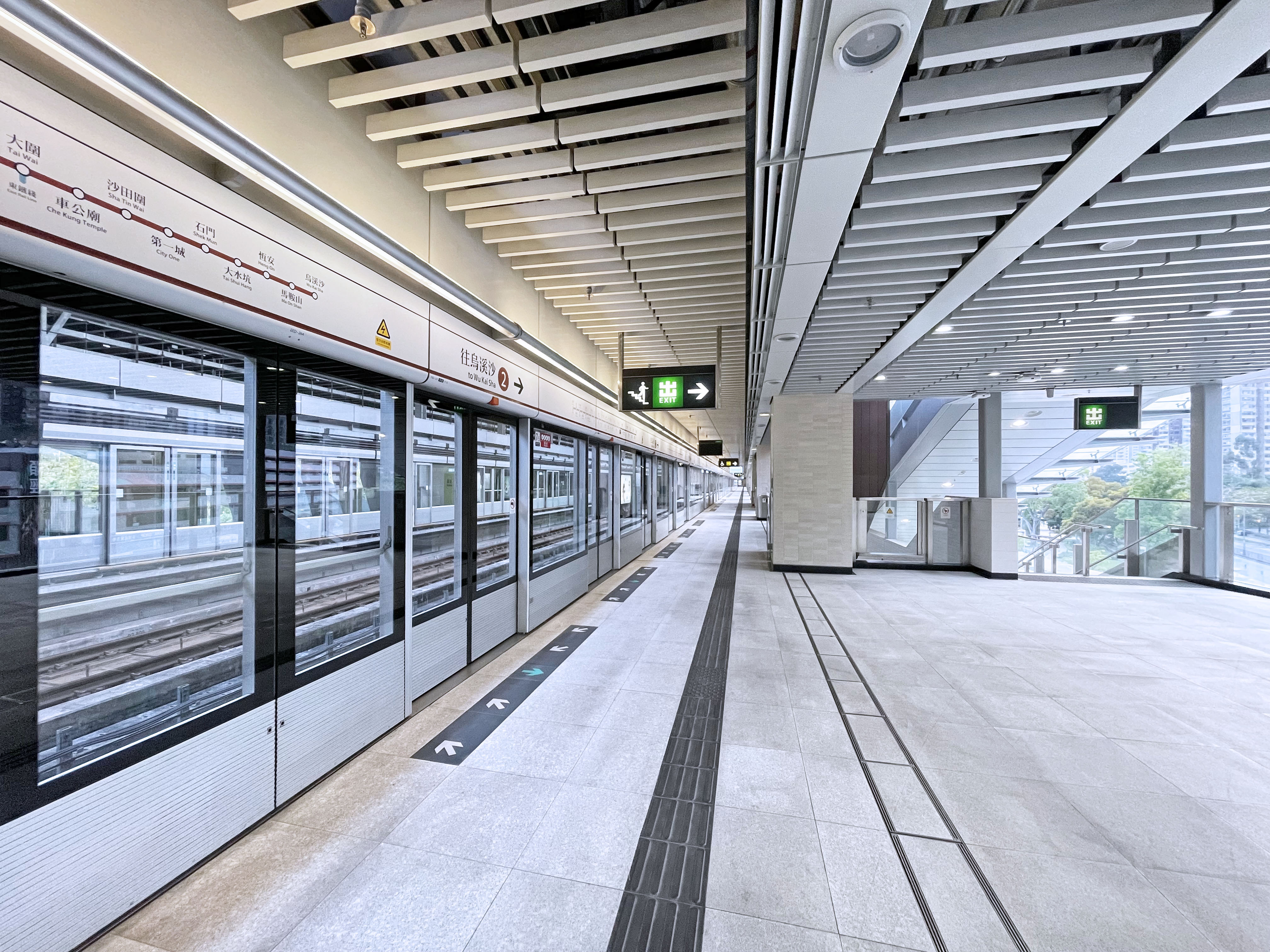
2番ホーム

- 相対式ホーム2面2線の高架駅。

### 駅階層
| U2 ホーム    | 相対式ホーム、右側の扉が開く | 相対式ホーム、右側の扉が開く           |
| U2 ホーム    | ➊番線                        | ←■屯馬線 屯門方面                      |
| U2 ホーム    | ➋番線                        | ■屯馬線 烏渓沙方面→                    |
| U2 ホーム    | 相対式ホーム、右側の扉が開く |                                        |
| G コンコース | コンコース                   | 出口・サービスセンター・トイレ・駅商店 |

### 出口
- A 顕径邨（中国語版、広東語版）、顕径体育館（中国語版、広東語版）

## 歴史
- 2020年2月14日 - 開業。

## 隣の駅
香港鉄路
■ 屯馬線
鑽石山駅 - 顕径駅 - 大囲駅